# Князь-Владимирская церковь (Марианске-Лазне)
Це́рковь свято́го равноапо́стольного кня́зя Влади́мира — православный храм в городе Марианске-Лазне (ранее — Мариенбад).
Храм относится к Карловарскому пресвитериату (благочинию) Пражской епархии Православной Церкви Чешских земель и Словакии. Настоятель — протоиерей Йозеф Гаузар.

## История
В 1825 году среди русских отдыхающих родилась идея построить в Мариенбаде православный храм. Они провели первый сбор средств. Воплотить идею не удалось. Все собранные средства были переданы на возведение католического храма Вознесения Девы Марии.
В 1860 году в одном из зданий была устроена небольшая часовня. В 1878 году она разместилась на первом этаже городской ратуши, а в ноябре 1880 года в ней поставили «походную» Никольскую церковь. После переноса последней в Ниццу 15 (27) июля 1882 года здесь была освящена новая церковь. Богослужения совершал священник, приезжавший из Веймара на время курортного сезона.
Одновременно в 1881 году с целью строительства отдельного храма был учреждён специальный комитет, который организовал сбор средств. В 1891 году банк, в котором находились вклады Комитета, обанкротился. Новому комитету удалось собрать большую сумму. Председателем одновременно созданного в Санкт-Петербурге Церковно-строительного комитета состоял граф И. И. Воронцов-Дашков.
В июле 1899 года был подобран для строительства храма участок площадью около 800 квадратных метров, расположенный на лесистом склоне холма Сухи Вршек, между гостиницей «Казино» и англиканской церковью.
Закладка храма состоялась 11 (23) июля 1900 года, освящение протоиереем Алексеем Мальцевым — 25 июня (8 июля) 1902 года. Строительными работами руководил Густав Видерман, автором проекта является Н. В. Султанов.
Храм не имел своего прихода, он был приписан к Дрезденской церкви, а с 1906 года — к Веймарской. С началом Первой мировой войны богослужения проводились редко.
В 1920-е — 1930-е годы храм состоял в юрисдикции пражского епископа Сергия (Королева). Богослужения совершались только в летний период.
Вскоре после создания протектората Богемии и Моравии, распоряжением рейхсминистра церковных дел Ганса Керрла от 5 мая 1939 года приход со всем его имуществом был передан Берлинской и Германской епархии Русской православной церкви заграницей.
В период Второй мировой войны в церкви служило несколько православных священнослужителей, среди которых — архиепископ Александр (Иноземцев).
Регулярный православный приход при храме был образован в 1945 году, когда в Марианско-лазенскую область прибыли переселенцы — православные чехи из Волыни. В том же году храм перешёл в Западноевропейский экзархат Московского патриархата, а с 1946 года — в Чехословацкий экзархат.
С получением автокефалии в 1951 году Чехословацкой православной церковью храм перешёл в её юрисдикцию.
В 1990 года при храме был основан православный факультет богословия.

## Архитектура, убранство
Архитектура церкви сочетает элементы русского и византийского стилей. Два купола (большой и малый) церкви венчаются главами-луковицами.
Квадратное в плане здание имеет форму греческого креста с расположенными по сторонам тремя полукруглыми «романскими» апсидами. Храм бесстолпный, стоит на высоком подклете.
Щипцовые фронтоны декорированы арочными проёмами.
По обе стороны от двухмаршевой входной лестницы на стенах храма расположены два креста с двумя настенными росписями.
Керамический двухъярусный иконостас храма в стиле XVII века, расписанный эмалью и майоликой, был создан в мастерской села Кузнецово Тверской губернии. На Всемирной выставке в Париже он был удостоен награды «Гран-При-де-Франс». Иконостас был приобретён в 1900 году для будущего маренбадского православного храма его старостой полковником П. П. Рыковским.
Интерьер храма украшен иконами, некоторые из которых письма XVII века.
Под церковью были устроены помещение для причта, зал для собраний с читальней и библиотекой.
При освящении храму графом И. И. Воронцовым-Дашковым были подарены 5 колоколов, которые были конфискованы на военные нужды в годы Первой мировой войны. Четыре новых небольших колокола были установлены на звоннице только в 1973 году.

## Часовни прихода
- Мокрина (Mokřina) — Часовня Рождества Пресвятой Богородицы,
- Тешов (Těšov) — Часовня Преображения Господня,
- Поповице (Popovice) — Часовня Святого Вацлава.

## Настоятели
| Настоятели храма с 1939 года | Настоятели храма с 1939 года |
| Даты                         | Настоятель |
| ---------------------------- | --- |
| 1939—1944                    | священник Дионисий Ильин (с 1942 года в заключении; 1882—1954)                                                                                   |
| 1944—1945                    | архимандрит Гермоген (Кивальчук) (…—1988) |
| 1945                         | священник Дионисий Ильин (1882—1954) |
| 1945—1946                    | архиепископ Иоанн (Лавриненко) (1899—1985) |
| 1946—1949                    | священник Феодор Демьянович (или Дионисий Ткаченко)                                                                                              |
| 1949                         | протоиерей Димитрий Ткаченко |
| 1950—1959                    | священник Милутин Яковлевич |
| 1959—2000                    | священник Радивой Яковлевич (с 1996 года в монашестве с именем Симеон; с 21 июня 1998 года епископ Марианскелазенский, викарий Пражской епархии) |
| 2000 — настоящее время       | протоиерей Йозеф Гаузар |